# باروتن
باروتن (به فرانسوی: Barretaine) یک کمون (فرانسه) در فرانسه است که در ژورا واقع شده‌است. باروتن ۹٫۲۳ کیلومتر مربع مساحت دارد.